# Leopold Infeld

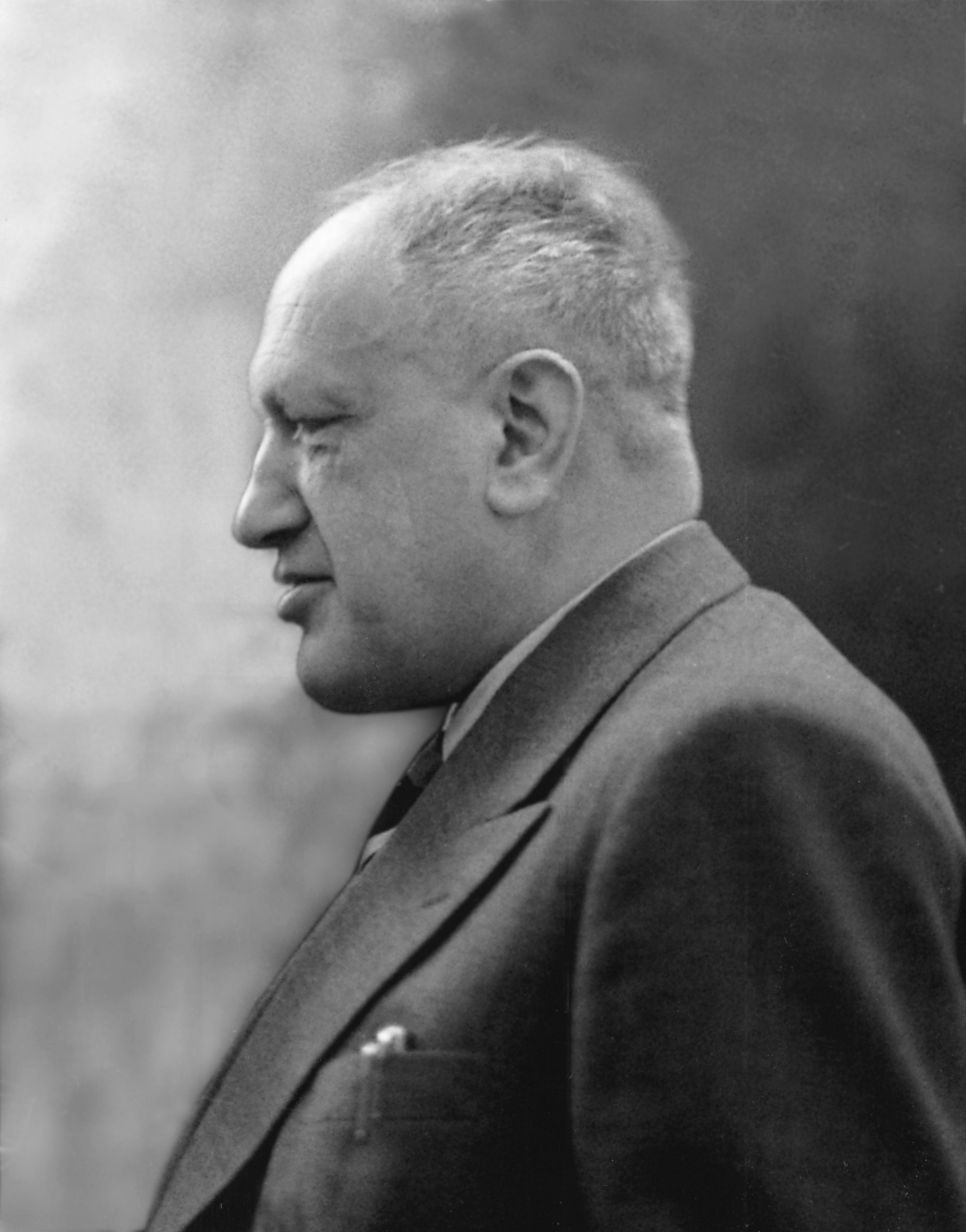
Leopold Infeld

Leopold Infeld (geboren am 20. August 1898 in Krakau; gestorben am 15. Januar 1968 in Warschau) war ein polnischer theoretischer Physiker mit Schwerpunkt Relativitätstheorie.

## Leben
Infeld wuchs in einer traditionell jüdischen Familie in der polnischen Stadt Krakau auf. Krakau gehörte damals zu Österreich-Ungarn und zählt zu den ältesten Universitätsstädten in Europa. Er studierte in Krakau und Berlin Physik, promovierte 1921 bei Władysław Natanson an der Universität Krakau und war danach in seiner polnischen Heimat als Lehrer tätig. 1930 wurde er Lektor an der polnischen Universität Lemberg. 1933 ging er nach England und 1936 in die USA und arbeitete in Princeton zusammen mit Albert Einstein an Problemen der Relativitätstheorie wie der Einstein-Infeld-Hoffmann-Gleichung. Speziell ging es darum, inwieweit die Bewegungsgleichungen in den Feldgleichungen enthalten seien.
Als Infeld 1937 keine Stellenverlängerung erhielt und somit in finanzielle Probleme geriet, schlug er Einstein vor, zusammen ein populäres Buch über die Grundgedanken der Physik zu schreiben, worauf Einstein begeistert einging und woraus das bekannte Buch Die Evolution der Physik entstand.
1938 erhielt Infeld eine Professur in Toronto. Als er aber eine Forschungsreise nach Polen unternehmen wollte, wurde ihm in einer Pressekampagne vorgeworfen, dass er kommunistische Sympathien habe und geheimes Wissen über die Atombombe, das er von Einstein erhalten haben soll, letztlich der Sowjetunion ausliefern wolle. Dieser Vorwurf wurde sogar im kanadischen Parlament debattiert. Es steht aber außer Zweifel, dass Infeld als Theoretiker der Relativitätstheorie gar kein spezielles Wissen zur Atombombe hatte und er auch nie an entsprechenden Projekten beteiligt war, zumal 1950 in der Sowjetunion ohnehin das Bauprinzip dieser Bombe bekannt war. Er verlor seine kanadische Staatsbürgerschaft. Nachdem er vergeblich beantragt hatte, seine Professur in Toronto vorläufig ruhen zu lassen, gab er sie 1950 ganz auf. Diese Vorfälle sind in Infelds autobiographischem Buch Leben mit Einstein von 1963 dokumentiert.
Nach dieser Kampagne nahm Infeld eine Professur an der Universität Warschau an, die er bis 1967 ausübte. Er war maßgeblich am Aufbau der theoretischen Physik in Polen beteiligt. Bis zu seinem Tod war er am Institut für Physik der Polnischen Akademie der Wissenschaften.
1955 war Infeld ein Mitunterzeichner des Russell-Einstein-Manifests. Sein Buch über den Mathematiker Évariste Galois, Wen die Götter lieben, das er in Toronto geschrieben hat, wertet bislang kaum genutztes Quellenmaterial aus, und Einstein soll dieses Buch sehr geschätzt haben. Da es in Romanform gehalten ist, kann dessen Quellenwert nur schwer eingeschätzt werden.
1934 entwickelte er mit Max Born die Born-Infeld-Theorie, eine relativistische, nichtlineare Verallgemeinerung der Elektrodynamik, die die in der üblichen Elektrodynamik divergierende elektromagnetische Selbstenergie des Elektrons (oder allgemein von Punktladungen) endlich machen sollte. Sie fand später in der Stringtheorie (Eichfelder auf D-Branen) neue Anwendung.
Zu seinen Doktoranden zählen Iwo Bialynicki-Birula (1959), Andrzej Trautman (1959), Alfred Schild (1946) und Wiesław Woźnicki (1958).
1995 rehabilitierte die Universität Toronto Leopold Infeld, indem sie ihn posthum zum professor emeritus ernannte.

## Schriften
- Mit Albert Einstein: The Evolution of Physics. Simon and Schuster, 1938.
  - Deutsche Ausgabe: Die Evolution der Physik. Übersetzt von Werner Preusser. Wien 1973 (erste deutsche Ausgabe Wien (Zsolnay Verlag) 1950 und Leiden 1949).
- Leben mit Einstein – Konturen einer Erinnerung. (Originaltitel: Sketches from the past, übersetzt von Walter Hacker) Wien 1969.
- Albert Einstein, his work and its influence on our world. Scribner, New York 1950.
- Quest – the evolution of a scientist. An Autobiography. Victor Gollancz 1941, 2. Auflage 1980, AMS Chelsea Publishing, ISBN 0-8284-0309-0.
- mit Jerzy Plebanski: Motion and Relativity. London, Pergamon Press 1960.
- mit Max Born: Erinnerungen an Einstein. Berlin, Union Verlag 1969.
- Why I left Canada: reflections on science and politics. Queen’s University Press, Montreal 1978.
- Whom the God´s love – the story of Evariste Galois. Whittlesey House, New York 1948.
- The World in modern science: matter and quanta. Victor Gollancz, 1934 (Vorwort von Einstein).